# 뉴햄프셔 팬텀즈
뉴햄프셔 팬텀즈(New Hampshire Phantoms)는 미국 뉴햄프셔주 전체를 연고지로 하고 있는 광역 연고의 아마추어 축구팀이다. 현재 USL 프리미어 디벨로프먼트 리그에 참가하고 있으며 과거에는 USL 세컨드 디비전에도 참가하였다.

## 선수 명단

### 역대
- 다니카와 쓰요시(2003)
- 엔리 브라우네르(2008)